# 宇部岬駅
宇部岬駅（うべみさきえき）は、山口県宇部市松山町五丁目にある、西日本旅客鉄道（JR西日本）宇部線の駅である。
山口県最南端かつ中国地方最南端の駅である。

## 歴史
- 1923年（大正12年）8月1日：宇部鉄道の床波駅 - 宇部新川駅間延伸により開業[2]。
- 1943年（昭和18年）5月1日：宇部鉄道国有化[2]。国有鉄道宇部東線の駅となる[3]。
- 1948年（昭和23年）2月1日：宇部東線が宇部線に改称され[3]、当駅もその所属となる。
- 1964年（昭和39年）3月：宇部サイコン専用線開通。
- 1969年（昭和44年）9月1日：宇部サイコン専用線がコンテナ輸送開始[2]。
- 1985年（昭和60年）3月14日：荷物の取扱を廃止[2]。
- 1987年（昭和62年）
  - 4月1日：国鉄分割民営化により、旅客業務は西日本旅客鉄道（JR西日本）、貨物業務は日本貨物鉄道（JR貨物）が継承[2]。
  - 9月29日：宇部サイコン専用線廃止。
- 2009年（平成21年）10月：セントラル硝子向け貨物列車の運行終了[1]。
- 2012年（平成24年）9月：簡易委託終了により無人化[1]。
- 2014年（平成26年）4月1日：JR貨物の駅が廃止され、貨物の取扱が終了[4]。

## 駅構造

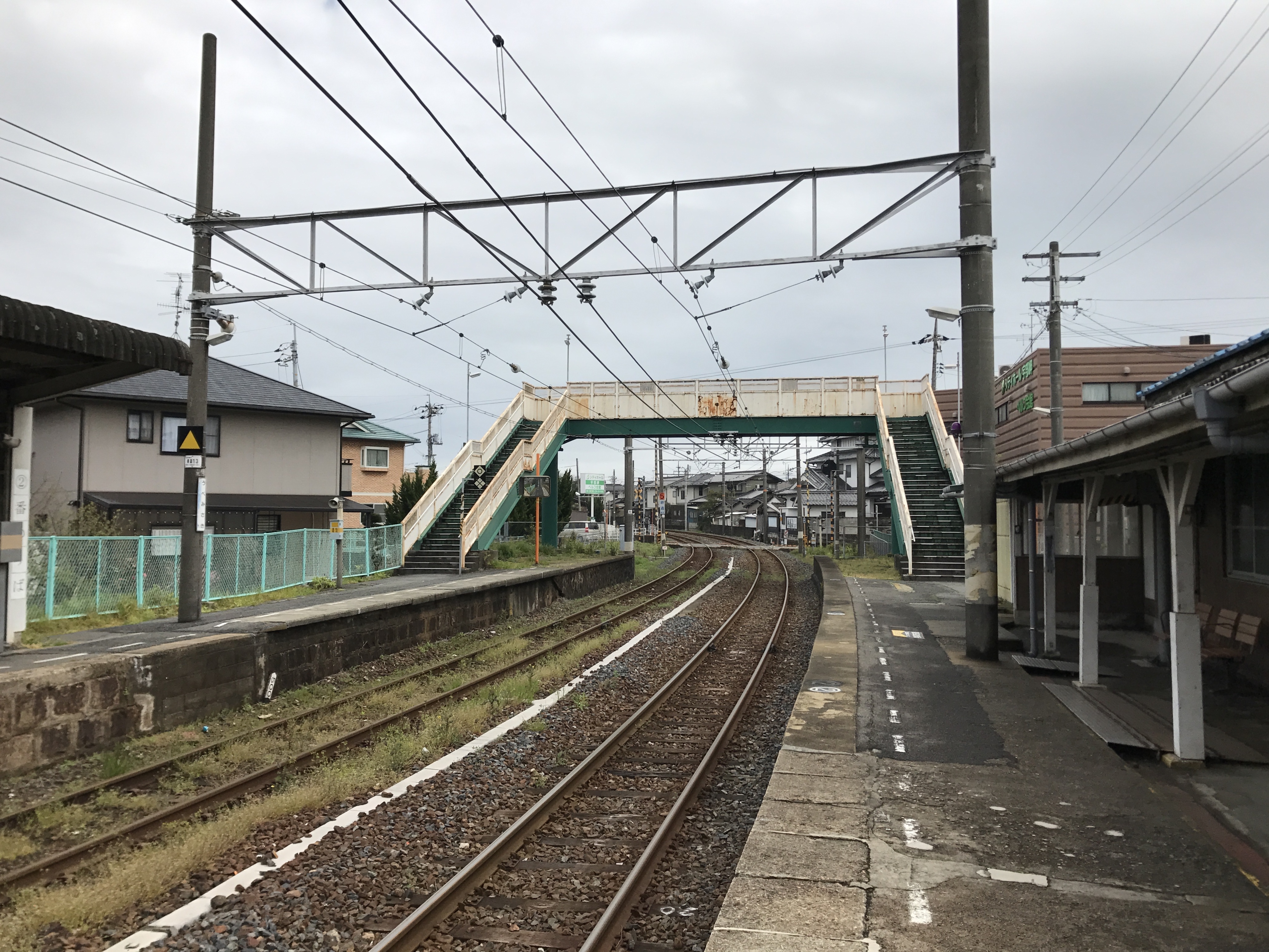
ホーム（2017年4月）

相対式ホーム2面2線を持ち、交換設備を有する地上駅。駅舎は下りホーム側にあり、上りホームへは跨線橋で連絡している。宇部駅・宇部新川駅 - 当駅間の区間列車が設定されており、この列車は上りホームで折り返しを行う。
無人駅で、自動券売機が設置されている。

### のりば
| のりば | 路線    | 方向 | 行先                     | 備考          |
| ------ | ------- | ---- | ------------------------ | ------------- |
| 1      | ■宇部線 | 下り | 宇部新川・居能・宇部方面 | 一部2番のりば |
| 2      | ■宇部線 | 上り | 床波・新山口方面         |               |

## 利用状況
1日の平均乗車人員は以下の通りである。
| 乗車人員推移 | 乗車人員推移 |
| 年度         | 1日平均人数  |
| ------------ | ------------ |
| 1999         | 379          |
| 2000         | 380          |
| 2001         | 362          |
| 2002         | 261          |
| 2003         | 256          |
| 2004         | 249          |
| 2005         | 255          |
| 2006         | 228          |
| 2007         | 224          |
| 2008         | 225          |
| 2009         | 223          |
| 2010         | 210          |
| 2011         | 216          |
| 2012         | 212          |
| 2013         | 202          |
| 2014         | 206          |
| 2015         | 211          |
| 2016         | 217          |
| 2017         | 203          |
| 2018         | 215          |
| 2019         | 206          |
| 2020         | 162          |
| 2021         | 162          |
| 2022         | 166          |

## 貨物取扱・専用線

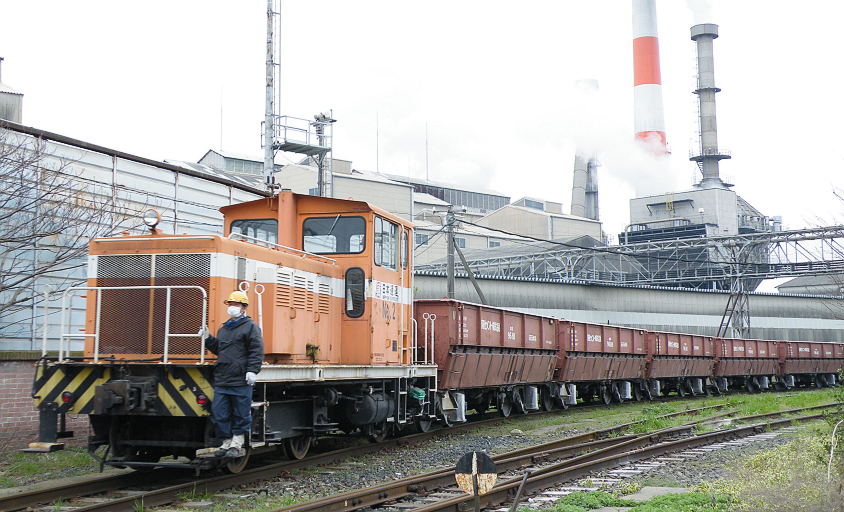
専用線での入換（2009年3月）

かつて併設されていた日本貨物鉄道（JR貨物）の貨物駅は、専用線発着の車扱貨物の取扱駅だった。
駅の西にあるセントラル硝子宇部工場へ続く全長1キロメートルほどの専用線があり、この工場へ石灰石を輸送するため、美祢線重安駅（太平洋セメント重安鉱業所最寄り駅）と当駅の間に専用貨物列車が運行されていた。宇部駅以東の区間の有効長の制約から、厚狭駅で編成を分割し荷役を2回に分けて行うため、宇部線内は2往復の運転となった。当駅では貨物列車の牽引機関車は上下本線を機回し線として使用した。貨物列車は、2009年（平成21年）10月18日をもって運行終了した。
かつてはセントラル硝子宇部工場への専用線の途中から、UMG ABS宇部工場（旧・宇部サイコン宇部工場）へ至る専用線が分岐していた。この専用線はコンテナ貨物の輸送にも使用されていたが、1987年（昭和62年）に廃止された。

## 駅周辺
炭鉱が閉山して以降、駅周辺は閑散としていたが、1999年（平成11年）にフジグラン宇部がオープンし、現在ではその周辺に商業施設が多数開業している。
| 商業施設 - 大戸屋宇部昭和町店 - コジマNEW山口宇部空港店 - ファッションセンターしまむら昭和店 - パークレーン宇部 - フジグラン宇部 - ホームセンターダイキ宇部店 主な企業 - UMG ABS宇部工場 - 日本通運宇部支店 | 行政機関・公共施設 - 宇部市立岬小学校 - 宇部市岬ふれあいセンター 郵便局 - 宇部岬郵便局 その他 - 宇部協立病院 - 八王子公園 |

## 隣の駅
西日本旅客鉄道（JR西日本）
■宇部線
草江駅 - 宇部岬駅 - 東新川駅